# زبان آراگونی
زبان آراگونی یکی از زبان‌های رومی است که حدود ۱۰ تا ۳۰ هزار گویشور در ایالت آراگون در شمال شرقی اسپانیا دارد.